# Кочериновски пролом
Кочериновският пролом или Белополският пролом е пролом на река Струма (6-и по ред по течението ѝ) в Западна България, между източните склонове на планината Влахина на запад, и най-западните склонове на Рила на изток в Област Кюстендил и Област Благоевград. Свързва Бобошевското поле (Долна Дупнишка котловина) на север с Благоевградската котловина на юг.
Проломът е с епигенетичен произход и е с дължина около 4 km, а надморската му височина е около 345 m. Всечен е в скален праг, свързващ двете планини, изграден от гнайси.
Започва при устието на Рилската река в Струма на 348 m н.в., насочва се на юг, минава източно от село Бучино и след 3 km река Струма излиза от пролома на 339 m н.в. и навлиза в Благоевградската котловина.
През него, по левия долинен склон, преминава участък от около 3 km от трасето на жп линията София – Благоевград – Кулата.

## Топографска карта
- Лист от карта K-34-71. Мащаб: 1 : 100 000.